# AACTA International Awards 2013
Die 2. Verleihung der australischen AACTA International Awards (englisch 2nd AACTA International Awards), die jährlich von der Australian Academy of Cinema and Television Arts (AACTA) vergeben werden, fand am 26. Januar 2013 im Soho House in West Hollywood statt. Sie ehrten die besten internationalen Filme des Jahres 2012 und sind so das Gegenstück zu den ebenfalls im Januar 2013 stattgefundenen zweiten AACTA Awards für australische Filme. Die Verleihung wurde vom australischen Schauspieler Russell Crowe moderiert und in Ausschnitten während der regulären AACTA Awards bei Network 10 gezeigt.

## Übersicht
Die Nominierungen wurden am 8. Januar 2013 bekanntgegeben. Gegenüber der Verleihung aus dem Vorjahr wurden zwei neue Kategorien für die beste männliche und weibliche Nebenrolle eingeführt. Mit fünf Nominierungen erhielt dabei die Filmkomödie Silver Linings die meisten Nennungen, gefolgt von Lincoln und Zero Dark Thirty mit jeweils vier. Ebenfalls mehrere Nominierungen erhielten Argo (3), Les Misérables, Life of Pi: Schiffbruch mit Tiger, The Master und The Sessions – Wenn Worte berühren (jeweils 2).
Silver Linings konnte drei Auszeichnungen gewinnen. Er setzte sich als bester Film, für die beste Regie und die beste Hauptdarstellerin (Jennifer Lawrence) durch. Zusätzlich wurden Robert De Niro und Jacki Weaver jeweils für ihre Nebenrollen in Silver Linings außer Konkurrenz ausgezeichnet. Die verbliebenen zwei Auszeichnungen konnten Quentin Tarantino für sein Drehbuch zu Django Unchained und Daniel Day-Lewis als bester Hauptdarsteller für Lincoln gewinnen.

## Gewinner und Nominierte
| Film                               | N | A |
| ---------------------------------- | - | - |
| Silver Linings                     | 5 | 3 |
| Lincoln                            | 4 | 1 |
| Zero Dark Thirty                   | 4 | 0 |
| Argo                               | 3 | 0 |
| Les Misérables                     | 2 | 0 |
| Life of Pi: Schiffbruch mit Tiger  | 2 | 0 |
| The Master                         | 2 | 0 |
| The Sessions – Wenn Worte berühren | 2 | 0 |

### Bester Film
Silver Linings (Silver Linings Playbook) – Produktion: Bruce Cohen, Donna Gigliotti und Jonathan Gordon
Argo – Produktion: Ben Affleck, George Clooney und Grant Heslov
Les Misérables – Produktion: Tim Bevan, Eric Fellner, Debra Hayward und Cameron Mackintosh
Life of Pi: Schiffbruch mit Tiger (Life of Pi) – Produktion: Ang Lee und Gil Netter und David Womark
Lincoln – Produktion: Kathleen Kennedy und Steven Spielberg
Zero Dark Thirty – Produktion: Kathryn Bigelow, Mark Boal und Megan Ellison

### Beste Regie
David O. Russell – Silver Linings (Silver Linings Playbook)
Ben Affleck – Argo
Kathryn Bigelow – Zero Dark Thirty
Ang Lee – Life of Pi: Schiffbruch mit Tiger (Life of Pi)
Ben Lewin – The Sessions – Wenn Worte berühren (The Sessions)
Steven Spielberg – Lincoln

### Bestes Drehbuch
Quentin Tarantino – Django Unchained
Paul Thomas Anderson – The Master
Mark Boal – Zero Dark Thirty
Tony Kushner – Lincoln
David O. Russell – Silver Linings (Silver Linings Playbook)
Chris Terrio – Argo

### Bester Hauptdarsteller
Daniel Day-Lewis – Lincoln
Bradley Cooper – Silver Linings (Silver Linings Playbook)
John Hawkes – The Sessions – Wenn Worte berühren (The Sessions)
Hugh Jackman – Les Misérables
Joaquin Phoenix – The Master
Denzel Washington – Flight

### Beste Hauptdarstellerin
Jennifer Lawrence – Silver Linings (Silver Linings Playbook)
Jessica Chastain – Zero Dark Thirty
Marion Cotillard – Der Geschmack von Rost und Knochen (De rouille et d’os)
Nicole Kidman – The Paperboy
Emmanuelle Riva – Liebe (Amour)
Naomi Watts – The Impossible (Lo imposible)

### Bester Nebendarsteller
Robert De Niro – Silver Linings (Silver Linings Playbook)

### Beste Nebendarstellerin
Jacki Weaver – Silver Linings (Silver Linings Playbook)